# 남태평양지역수산관리기구

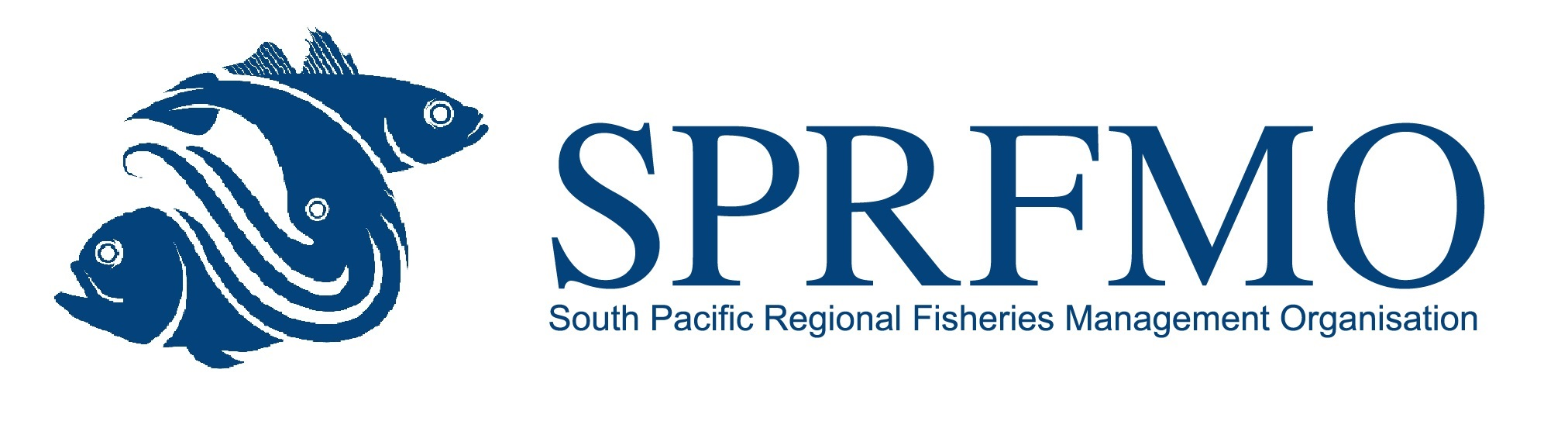

남태평양지역수산관리기구(South Pacific Regional Fisheries Management Organization, SPRFMO)는 현재 설립중인 지역수산관리기구로 남태평양 공해상의 비참치어종을 관리하기 위하여 2006년 4월 뉴질랜드 웰링톤에서 제1차 설립협상이 시작된 이래 2010년 7월 설립준비 1차 회의가 뉴질랜드에서 개최되었다. 설립협상에는 한국, 중국, EC, 일본, 호주, 뉴질랜드 등 24개국이 참여하고 있으며, 주요 관심대상 어종은 전갱이(Jack Mackerel)이다.
2010년 7월 19일부터 23일까지 뉴질랜드(오클랜드)에서 개최된 SPRFMO 제1차 설립준비회의에서는 2009년 11월에 채택한 '남태평양공해수산자원보존관리협약(Conservation on the Conservation and Management of High Seas Fishery Resources in the South Pacific)' 발효에 대비, SPRFMO 위원회 절차규칙, 사무국 운영, 재정규칙(회원국 분담금 등)이 논의되었다.
2012년 1월 30일부터 2월 3일까지 칠레에서 SPRFMO 제3차 준비회의가 개최될 예정이다.